# Deponie am Breitensiek
Die Deponie am Breitensiek (auch als „Deponie Groh“ bezeichnet) ist eine Altdeponie und ehemalige Bauschuttdeponie in der ostwestfälischen Stadt Bad Oeynhausen in Nordrhein-Westfalen, Deutschland. Sie befindet sich in einer ehemaligen Tongrube, die von der Firma A. F. Groh GmbH verfüllt wurde. Die Deponie wurde beim Ausbau der Bundesautobahn 30 angeschnitten und 1999 in Teilen begutachtet.
Die Deponie wurde Anfang der 1970er Jahre in Betrieb genommen und diente der Verfüllung der Tongrube mit Bauschutt, vornehmlich aus Abbrüchen der Firma A. F. Groh, einem Bauunternehmen.
In den ersten Jahren war die Fläche nicht eingezäunt, wodurch es immer wieder zu wilden Ablagerungen von Sperrmüll, Grünschnitt und sonstigen Müllarten kam. Es gibt Berichte von Anwohnern über illegale Ablagerungen von schädlichen Stoffen.
Die Deponie war regelmäßig in der Kritik von Anwohnern und einer Bürgerinitiative. Ihre Fläche erstreckte sich über etwa 70.000 m² und hatte ein abgelagertes Volumen von rund 870.000 m³.
Im Laufe der Jahre wurden auf der Deponie am Breitensiek verschiedene Abfälle entsorgt, hauptsächlich Bauschutt. In den Proben der Sondierungen fanden sich auch andere Stoffe, was auf die damals übliche, weniger differenzierte Trennung und Untersuchung von Bauschutt zurückzuführen ist. Dies führte zu Umweltbedenken und machte Sicherungs- und Sanierungsmaßnahmen erforderlich.

## Geschichte
Bei der Fläche handelt es sich um eine ehemalige Tongrube, die bis 1968 in Betrieb war. Die Abbausohle lag im Westteil ca. 14–16 m tief.
Ab 1971 wurde die Grube durch die Firma Groh verwaltet und mit Bauschutt verfüllt. Eine Genehmigung als Boden- und Bauschuttdeponie lag vor, welche ausdrücklich Gewerbe- und Industriemüll untersagte. Die Verfüllung erfolgte von West nach Ost. Mehrfach wurde die Ablagerung nicht genehmigter Stoffe beanstandet. Im Ostteil wurden noch Ende der 80er Jahre Abfälle, wie Sperrmüll, Altreifen etc., zwischengelagert. Die Grube wurde bis etwa 1989 verfüllt und mit einer dünnen Bodenschicht abgedeckt. Es gibt Berichte von Anwohnern über die Entsorgung giftiger Industrieabfälle, Schlachtabfälle und Kühlschränke.
Im Gutachten, dass im Kontext des Baus der A30 angefertigt wurde heißt es hierzu:
„Darüber hinaus waren nach Angaben aus der historischen Erkundung mehrfach Verpackungsreste, Bauholz, Kisten, Altmöbel, Kartonagen, aber auch Kunststoffreste und Altreifen illegal abgelagert worden. Lokal wurden in den Aufschlüssen Aschen und Schlacke sowie vereinzelt Kunststoffe, Textilreste u.a. Müll angetroffen.“

### Bau der A30
Im Rahmen des Baus der A30 musste ein Teil der Deponie angeschnitten werden. Zusätzlich wurden Flächen gesucht, um das anfallende Aushubmaterial abzulagern. Da im Rahmen der Vorbereitungen Methanwerte von über 40 % gemessen wurden, war eine Auflage vor dem Bau sogenannter Gasfenster einzubauen, um die Explosionsgefahr zu verringern. Im Rahmen des Baus war eine Auffüllung um 3 Meter genehmigt, welche in der Folge wesentlich überschritten wurde.

## Pläne der Nutzung als Photovoltaikpark

### Nutzung durch E.ON
Seit 2020 sind Pläne bekannt, dass der Energieversorger E.ON einen Photovoltaikpark auf der Fläche bauen will, hat jedoch im Jahr 2022 endgültig von den Plänen abgesehen, da aufgrund des Brandschutzrisikos im Zusammenhang mit den Gasfenstern ein wirtschaftliches Betreiben dieser Anlage nicht möglich war.

### Betrieb durch die Stadtwerke Bad Oeynhausen
Nach dem Ausscheiden von E.ON streben die Eigentümer der ehemaligen Deponie weiterhin danach, die Fläche wirtschaftlich zu nutzen. In Zusammenarbeit mit den Stadtwerken Bad Oeynhausen haben sie einen Partner gefunden, der bereit ist, die anfänglichen Investitionen und das Betriebsrisiko zu übernehmen. Es ist vorgesehen, zunächst die Mindestanforderungen in Bezug auf die Gasfenster zu reduzieren, um anschließend auf einem Teil des ursprünglich von E.ON geplanten Geländes eine Photovoltaikanlage zu errichten. Die Aufteilung der Fläche erleichtert sowohl den Bau als auch den Betrieb erheblich, da keine Ausschreibungen erforderlich sind und die Anlage in ihrer Größe so dimensioniert ist, dass der erzeugte Strom nicht auf dem europäischen Strommarkt verkauft werden muss.

## Nutzung als Bürgerpark
Im Rahmen der Fertigstellung der A30 war geplant, die Fläche als Grünland wieder landwirtschaftlich zu nutzen.
Zusätzlich war geplant, das Gelände in Teilbereichen der Öffentlichkeit zugänglich zu machen, einen Fußweg sowie einen Aussichtspunkt auf dem Geländehochpunkt anzulegen und Gehölze zu pflanzen.